# Frais-Vallon

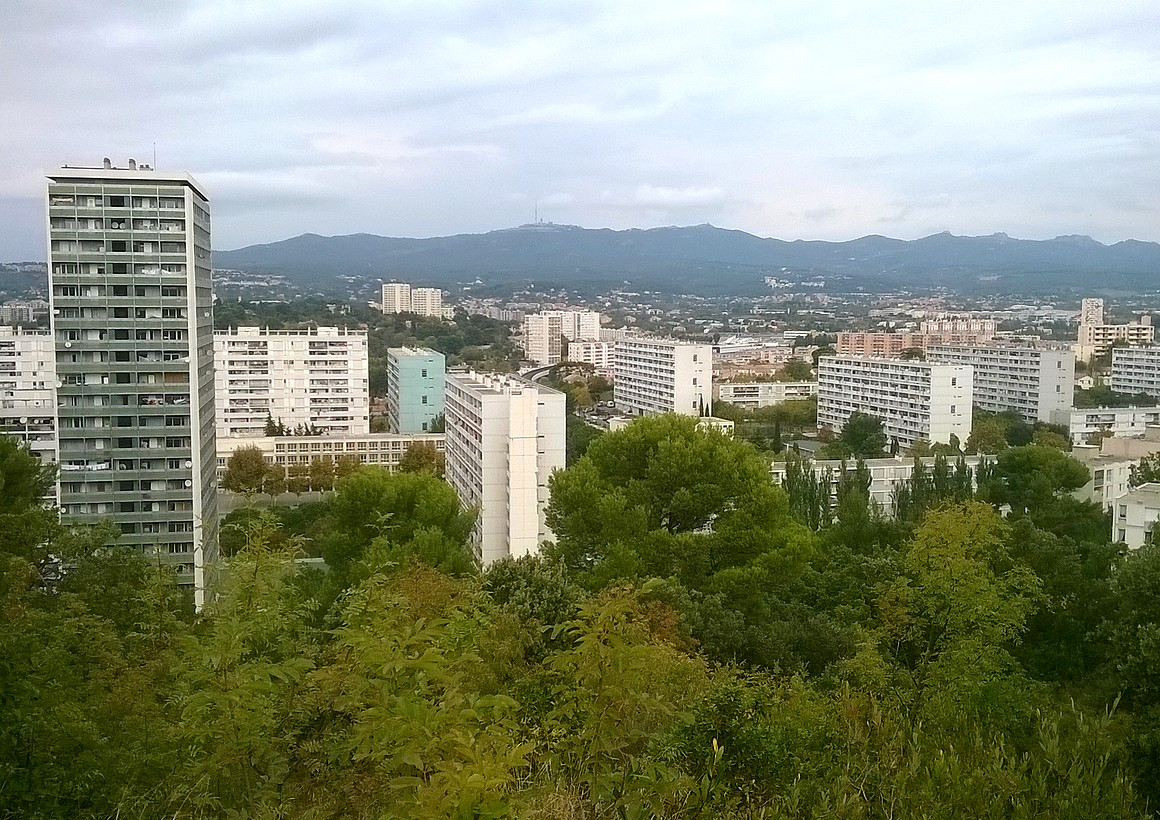
Les immeubles du quartier Frais-Vallon vus de Montolivet ; au fond, la chaîne de l'Etoile.

Frais-Vallon est un quartier de grands ensembles du 13e arrondissement de Marseille, situé au Nord-Est de la ville, sur le contrefort du plateau de Montolivet.
Il est peuplé d'environ 6 000 habitants en 2013,.
Frais-Vallon est inclus au sein d'un vaste quartier prioritaire nommé Frais Vallon-Le Clos-La Rose et compte près de 9 000 habitants en 2018.

## Caractéristiques
Le quartier est constitué de quatorze bâtiments HLM gérés par Habitat Marseille Provence (HMP), le bâtiment D ayant été démoli en novembre 1992. Ils sont disposés autour de l'avenue de Frais-Vallon. Sa population est majoritairement originaire de pays du Maghreb et des Comores. 
Le quartier de Frais-Vallon est séparé du quartier de La Rose par le métro de Frais-Vallon et par la rocade L2. 
Ce quartier est un quartier sportif. Chaque année, y est organisé Le printemps du sport, un événement qui se déroule pendant la première semaine des vacances du printemps. On y trouve des activités pour tous les goûts : du biathlon, du rugby à XV sans contact, une chasse au trésor, du tennis-ballon, du judo, du basket-ball, de l'handi-basket, du tennis de table. La semaine se termine par une remise de récompenses.
Le quartier compte trois maternelles, deux écoles élémentaires, un collège et également une piscine.
Le quartier de Frais Vallon comporte quatorze bâtiments, barres, et blocs, de 4 jusqu’à 12 étages pour les barres B et G, les plus grandes, dont également 3 tours de 21 étages (Tour C, Tour F, Tour H) , disposés de part et d’autre sur l’avenue de Frais Vallon et le chemin des Jonquilles. 
Frais Vallon a été construit entre 1962 et 1964 pour y accueillir les habitants des bidonvilles, et des îlots insalubres, et des nouveaux arrivants à Marseille, notamment des pieds-noirs.
C’est sans conteste l’un des plus grands quartiers du 13e arrondissement arrondissement de Marseille. Au sommet des tours, on bénéficie d’une vue imprenable sur Marseille.